# Sotigena solivaga
Sotigena solivaga är en fjärilsart som beskrevs av William Schaus 1929. Sotigena solivaga ingår i släktet Sotigena och familjen nattflyn. Inga underarter finns listade i Catalogue of Life.